# 올리버 트위스트 (1922년 영화)
올리버 트위스트(Oliver Twist)는 미국에서 제작된 프랭크 로이드 감독의 1922년 드라마 영화이다. 제임스 A. 마커스 등이 주연으로 출연하였고 솔 레서 등이 제작에 참여하였다.

## 출연

### 주연
- 제임스 A. 마커스
- 엔지 헤링
- 잭키 쿠건

### 조연
- 넬슨 맥도웰
- 루이스 사전트
- 조엔 스탠딩
- 칼 스톡데일
- 에두아드 트리바울

## 제작진
- 원작자: 찰스 디킨스
- 미술: 스티븐 구손
- 의상: 월터 J. 이스라엘